# Anaesthetobrium fuscoflavum
Anaesthetobrium fuscoflavum är en skalbaggsart som först beskrevs av Masaki Matsushita 1933.  Anaesthetobrium fuscoflavum ingår i släktet Anaesthetobrium och familjen långhorningar.
Artens utbredningsområde är Taiwan. Inga underarter finns listade i Catalogue of Life.